# Cucurbita galeottii
Cucurbita galeottii es una especie de planta del género Cucurbita. Es nativa de Oaxaca, México. No ha sido domesticada. y se conoce poco sobre esta especie. Nee Informa que la especie es  xerófita y que Bailey sólo vio la especie en fotografías. Sólo se conoce de especímenes que "carecen de raíces, flores femeninas, frutas y semillas".
La especie fue formalmente descrita por Alfred Cogniaux en 1881, en el tercer volumen de la Monographiæ Phanerogamarum Alfonso y Casimiro de Candolle  .
Cucurbita galeottii (ch'ako') es una forma silvestre de calabaza con frutos de forma redonda o de pera similares a botellas pequeñas, con una cáscara verde y rayas amarillas o blancas. Ch'ako se encuentra a lo largo de los caminos en el sur de México. La fruta tiene cáscara dura y amarga, pero las hojas verdes jóvenes se comen hervidas como quelites.